# David Yaari
 (septembre 2024).
David Yaari, né David Borowich en 1970, est un entrepreneur, philanthrope et activiste américano-israélien. Il est le directeur général fondateur du bureau de commerce et d'investissement Arizona-Israël. Il préside également la Confédération mondiale des sionistes unis et siège au conseil de Keren Kayemet LeYisrael (Fonds national juif).
Yaari est aussi membre du conseil d'administration de StellarNova, une entreprise de technologie éducative axée sur les STEM. En 2008, le journal The Jewish Daily Forward l'a nommé parmi les 50 Juifs américains les plus influents.

## Carrière
À la fin de 2019, après une annonce du gouverneur Doug Ducey et de l'Arizona Commerce Authority, David Yaari a lancé le premier bureau de commerce et d'investissement Arizona-Israël, où il occupe le poste de directeur général.

### Vie civile et associative
Yaari est actif au sein de plusieurs organisations philanthropiques, dont beaucoup qu'il a fondées. En 2007, il fonde et préside le Conseil des jeunes présidents juifs. Pour le 60e anniversaire d'Israël en 2008, il conçoit et préside la célébration officielle à New York au Radio City Music Hall et est choisi comme Grand Maréchal du défilé Salute to Israel en 2008. À son arrivée en Israël, il est nommé PDG de Hillel Israël, l'affilié israélien de Hillel International. Le Jewish Daily Forward le classe parmi les 50 Juifs américains les plus influents en 2008.

### Engagements politiques
En 2004, il fait partie d'une équipe dédiée travaillant en Floride pour aider à réélire le président George W. Bush et, pendant cette période, il siège au comité international de la Knesset pour développer une Constitution israélienne.
En 2017, Yaari organise une réunion d'information sur l'état de l'antisémitisme à la Knesset israélienne.

## Vie privée
En 2008, Yaari épouse Sivan, fondatrice d'Innovation: Africa. En 2009, le couple s'installe en Israël, et depuis 2011, ils vivent à Tel Aviv avec leurs trois enfants.

## Distinctions
- Prix de leadership du président de l'Université de New York
- Belkin Memorial Award, 1991
- Joseph Taggart Memorial Award, Stern School of Business de l'Université de New York, 1998
- Prix Herzl, 2004